# セミシ・トゥポウ
セミシ・トゥポウ（Semisi Tupou、1999年6月29日 - ）は、オーストラリア出身のラグビーユニオン選手。ジャパンラグビーリーグワンのトヨタヴェルブリッツに所属している。

## 来歴
セントジョセフナッジー高校卒業。メルボルン・ライジング、レベルズを経る。
2019年、U20オーストラリア代表に選ばれ、5試合に出場。
2020年、パナソニック ワイルドナイツ(現・埼玉パナソニックワイルドナイツ)に加入。2021年2月20日にジャパンラグビートップリーグ第1節リコーブラックラムズ戦に途中出場で日本での公式戦初出場を果たす。
2023年、リコーブラックラムズ東京に加入。
2025年8月、トヨタヴェルブリッツに加入。